# Spilosoma taiwanensis
Spilosoma taiwanensis là một loài bướm đêm thuộc phân họ Arctiinae, họ Erebidae.